# Hymne national du Kazakhstan
L’hymne national de la République du Kazakhstan (kazakh : Қазақстан Республикасының Мемлекеттік Әнұраны, translittération latine : Qazaqstan Respwblïkasınıñ Memlekettik Änuranı), était le titre usuel donné à l’ancien hymne national du Kazakhstan, qui fut adopté de 1992 et utilisé jusque début 2006. Lors de l’indépendance en décembre 1991, la mélodie de l’hymne de la République socialiste soviétique kazakhe, composée en 1956 par Mukan Tulebayev, Yevgeny Brusilovsky et Latif Khamidi, fut conservée ; et de nouvelles paroles furent adoptées en 1992, écrites par Muzafar Alimbayev, Kadyr Myrzaliyev, Tumanbai Moldagaliyev et Zhadyra Daribayeva.
Le 7 janvier 2006, Mon Kazakhstan (en kazakh : Менің Қазақстаным, Meniñ Qazaqstanım) basé sur un chant homonyme écrit en 1956, fut adopté comme le nouvel hymne, avec des paroles modifiées.

## Paroles

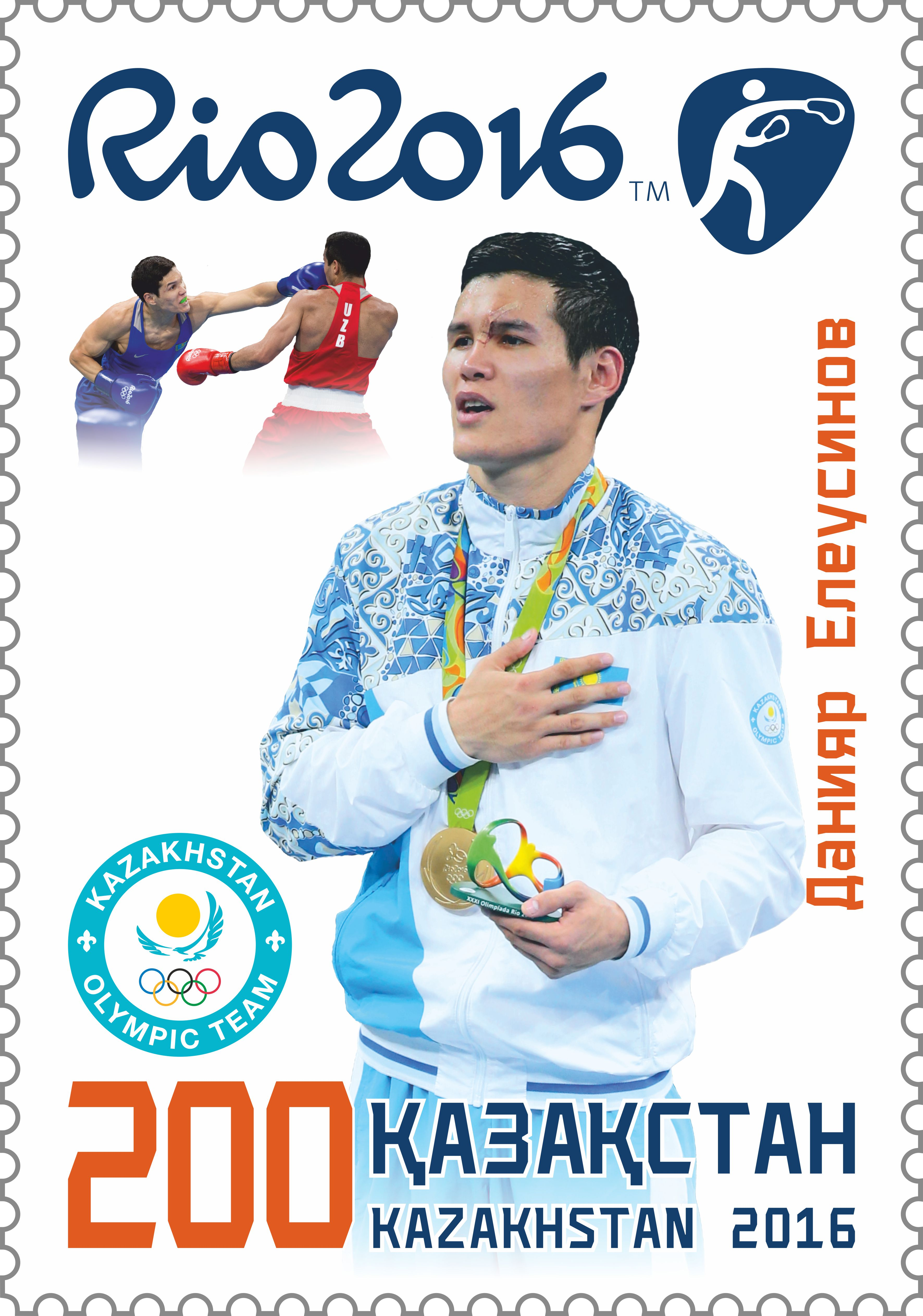
Le boxeur Daniyar Yeleussinov chantant l'hymne kazakh sur le podium des Jeux olympiques de 2016.

| Alphabet cyrillique Жаралған намыстан қаһарман халықпыз, Азаттық жолында жалындап жаныппыз. Тағдырдың тезінен, тозақтың өзінен Аман-сау қалыппыз, аман-сау қалыппыз. Қайырмасы: Еркіндік қыраны шарықта, Елдікке шақырып тірлікте! Алыптың қуаты — халықта, Халықтың қуаты — бірлікте! Ардақтап анасын, құрметтеп данасын, Бауырға басқанбыз баршаның баласын. Татулық, достықтың киелі бесігі - Мейірбан Ұлы Отан, қазақтың даласы! Қайырмасы Талайды өткердік, өткенге салауат, Келешек ғажайып, келешек ғаламат! Ар-ождан, ана тіл, өнеге-салтымыз, Ерлік те, елдік те ұрпаққа аманат! Қайырмасы                                                              | Alphabet latin Jaralganne nameustanck Caharmanne Khaleucpeuz, Azatteuc joleunda jaleundap janeuppeuz. Tagdeurdeunck tézinénne, tozacteunck oezinénne Amane-saou Caleuppeuz, amane-saou Caleuppeuz. Cayeurmaseu: Érkindic Ceuraneu, chareucta, Éldikké chaceureup tirlicté! Aleupteunck Couoiteu — Khaleucta, Chaleucteunck Couoiteu — birlicté! Ardactap anaseune, Courméttép danaseune, Baouirga bascanbeuz barchaneunck balaseune. Tatouleuc, dosteucteunck kiéli bésigi — Méyirbanne Ouleu Otanne, Cazacteunck dalaseu! Cayeurmaseu Talaïdeu oetkérdic, oetkéngé salaouat, Kéléchéque gajayeup, kéléchéque galamat! Ar-ojdanne, ana til, oenégé-salteumeuz, Érlique té, éldique té ourpacka amanat! Cayeurmaseu |
| Traduction en russe Мы — народ доблестный, дети чести, На пути к свободе жертвовали всем. Из тисков-испытаний судьбы, из адских огней Вышли победителями, мы уцелели... Припев Пари ввысь, орёл свободы, Призывая к единению! Сила-мощь героя — в народе, Сила-мощь народа — в сплочённости! Уважая матерей, чтя гениев народа, В годину лихолетья мы распахнули свои объятия всем. Казахская степь — любимая Родина. Припев Мы многое пережили. Пусть прошлое послужит уроком. Верим мы в светлое, прекрасное будущее. Все самое святое: честь, достоинство, родная речь, Традиция, мужество и державность — Мы передаём, как наказ, будущему поколению! Припев | Traduction en français Nous sommes un peuple vaillant, fils d'honneur, Et nous avons tous ce que nous avons sacrifiés pour obtenir notre liberté. Émerge de malicieux contrôle du destin, d'un enfer de feu, Nous en avons résulté une victoire avec gloire et succès. Refrain : Envole toi, Oh, aigle de la liberté, Appelant à l'unité ! La force, le pouvoir des héros – le peuple, La force, le pouvoir du peuple – à l'unisson ! Respectant la matrie, honorant le génie du peuple, À l'heure des temps difficiles, nous avons ouvert nos bras à tous. La steppe kazakhe – La patrie chérie. Le berceau sacré de l'amitié et de la solidarité. Refrain Nous avons surpassé les difficultés, laissons le passé servir de leçon amère Mais devant, nous faisons face à un futur radieux. Notre langue maternelle, tradition et souveraineté Nous transmettons, comme mandat, au prochaines générations ! Refrain |